# Polydesmus cognatus
Polydesmus cognatus är en mångfotingart som beskrevs av Jean-Henri Humbert 1865. Polydesmus cognatus ingår i släktet Polydesmus och familjen plattdubbelfotingar. Inga underarter finns listade i Catalogue of Life.